# Pieter Woortman
Pieter Woortman (Soest (Duitsland), 23 maart 1700 - Nederlandse Goudkust, 14 april 1780) was slavenhandelaar en bestuurder van de West-Indische Compagnie. Hij was een van de langst dienende directeurs-generaal op de Nederlandse Goudkust, in functie tussen 1767 en 1769 (ad interim) en van 1769 tot aan zijn dood in 1780.

## Biografie
Pieter Woortman werd geboren in Soest (Brandenburg-Pruisen) als zoon van Johann Georg Wortmann en Margaretha Elisabeth Plange.  In 1721 trad Woortman in dienst bij de West-Indische Compagnie en werd als soldaat gelegerd op de Nederlandse Goudkust. Woortman maakte snel carrière, werd fortcommandant, vervolgens waarnemend militair commandant en keerde in 1730 terug naar Nederland.
Woortman vestigde zich in Groningen waar hij een kruidenierswinkel begon, trouwde met Elisabeth Carrier en een gezin stichtte. Waarschijnlijk vanwege persoonlijke financiële problemen keerde hij in 1741 terug naar de Goudkust. Vanwege zijn eerder opgedane ervaring werd hij kort na zijn aankomst geïnstalleerd als commandant van Fort Lijdzaamheid. Hier begon hij een verhouding met een lokale Afrikaanse vrouw genaamd Afodua of Aphodewa, met wie hij zes kinderen zou krijgen. Woortman en Afodua dreven op Fort Lijdzaamheid een winstgevende slavenhandelsonderneming, waardoor hij waarschijnlijk zijn sollicitatie naar een hogere functie uitstelde.
Toen hij uiteindelijk in 1763 solliciteerde klom hij in vier jaar tijd op tot de hoogste functie van Directeur-Generaal. In 1759 werden Jan en Hendrik Woortman (1740-1779), zonen uit zijn Nederlandse huwelijk met Elisabeth Carrier, compagnons in zijn persoonlijke onderneming, later vergezeld door zonen uit zijn relatie met Afodua. De combinatie van Woortmans contacten met de West-Indische Compagnie en Afodua's contacten met de lokale bevolking bleek zeer succesvol.
Woortman overleed op 14 april 1780 op de leeftijd van 80 jaar. 

## Nageslacht
Woortman's zonen Jan en Hendrik trouwden beiden tijdens hun dienst op de Nederlandse Goudkust volgens plaatselijke gebruiken (cassare) met Afrikaanse vrouwen. Hun nakomelingen in mannelijke lijn in Ghana dragen nog steeds de achternaam Woortman. In 1778 werd Hendrik ziek en keerde daarop terug naar Groningen samen met twee dochters van een Ghanese moeder en op zijn minst één West-Afrikaanse bediende ('swarte knecht'). Hij bouwde het buitenhuis 'Delmina' en had zijn grafsteen in de Martinikerk. Naar hem is de Woortmansdijk genoemd.
De kinderen van Pieter Woortman en Afodua kregen de achternaam Plange (meisjesnaam van de moeder van Pieter Woortman). De familie Plange zou in de negentiende eeuw een van de meest vooraanstaande Euro-Afrikaanse families aan de Nederlandse Goudkust worden. Nakomelingen zijn o.a. de Engelse rugbyspeler David Plange, de Ghanese bokser Manyo Plange, de Burkinese voetballer Nii Plange, en de Ghanese modeontwerper Mimi Plange.